# Alblas
L'Alblas est un cours d'eau dans la province néerlandaise de la Hollande-Méridionale. C'est un affluent du Noord.
L'Alblas coule dans l'Alblasserwaard. Dans son cours supérieur, l'Alblas est appelé Graafstroom, dont le nom a été utilisé pour baptiser l'ancienne commune de Graafstroom. À l'ouest de Bleskensgraaf, le cours d'eau change de nom et devient Alblas. À l'ouest du village d'Oud-Alblas, la rivière fait une grande courbe vers le nord puis vers le sud. Cette courbe est raccourcie par le Nauwe Alblas (Alblas étroit), petit cours d'eau d'à peine 1 km de long.
L'Alblas passe au sud d'Alblasserdam, puis se jette dans le Noord.

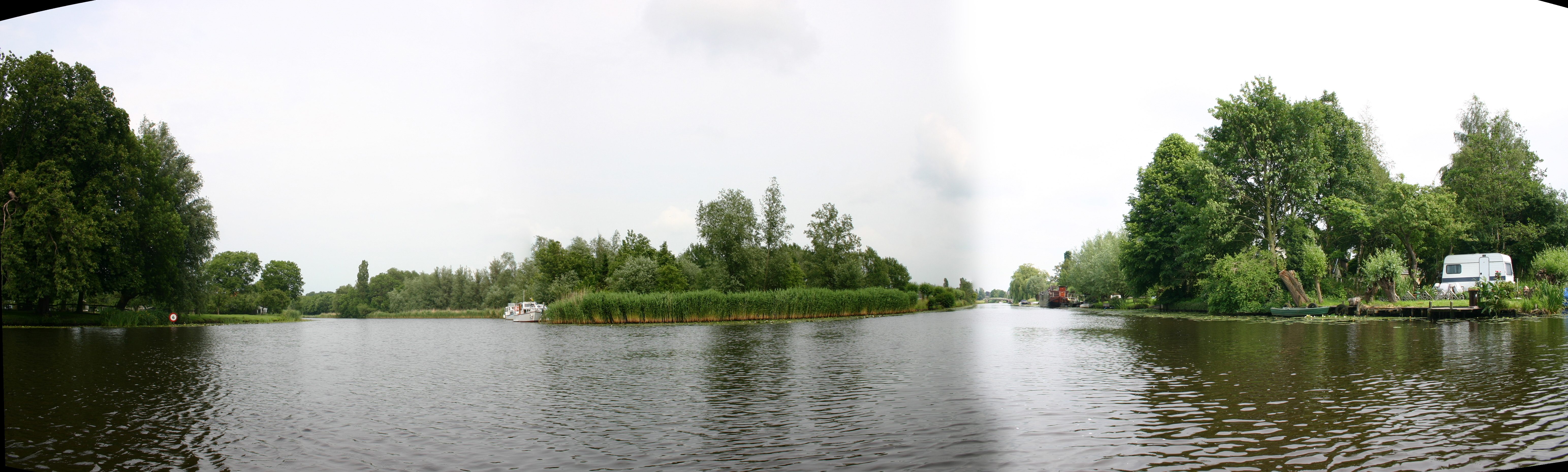
Confluent de l'Alblas et du Nauwe Alblas.
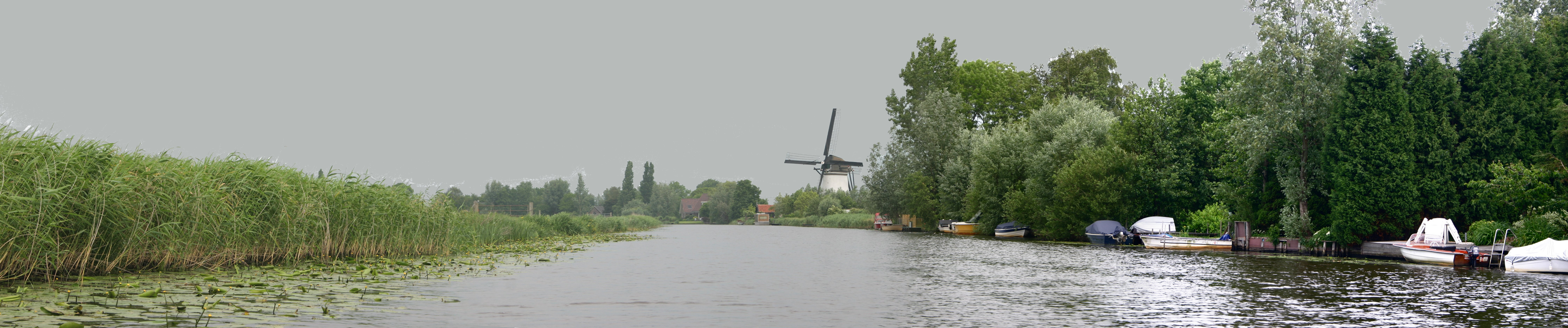
À l'extérieur d'un méandre, un moulin.